# Dasynemoides longicollis
Dasynemoides longicollis är en rundmaskart som beskrevs av Gerlach 1952. Dasynemoides longicollis ingår i släktet Dasynemoides och familjen Ceramonematidae. Inga underarter finns listade i Catalogue of Life.